# Saint-Augustin (Pas-de-Calais)
Saint-Augustin község Franciaország Hauts-de-France régiójában, Pas-de-Calais megyében. Új községként 2016. január 1-jén jött létre Clarques és Rebecques korábbi községek egyesítésével. Lakosainak száma 861 fő (2022. január 1.).

## Népesség
| Lakosok száma | 805  | 803  | 813  | 824  | 842  | 861  |
|               | 2017 | 2018 | 2019 | 2020 | 2021 | 2022 |